# Brabham BT11

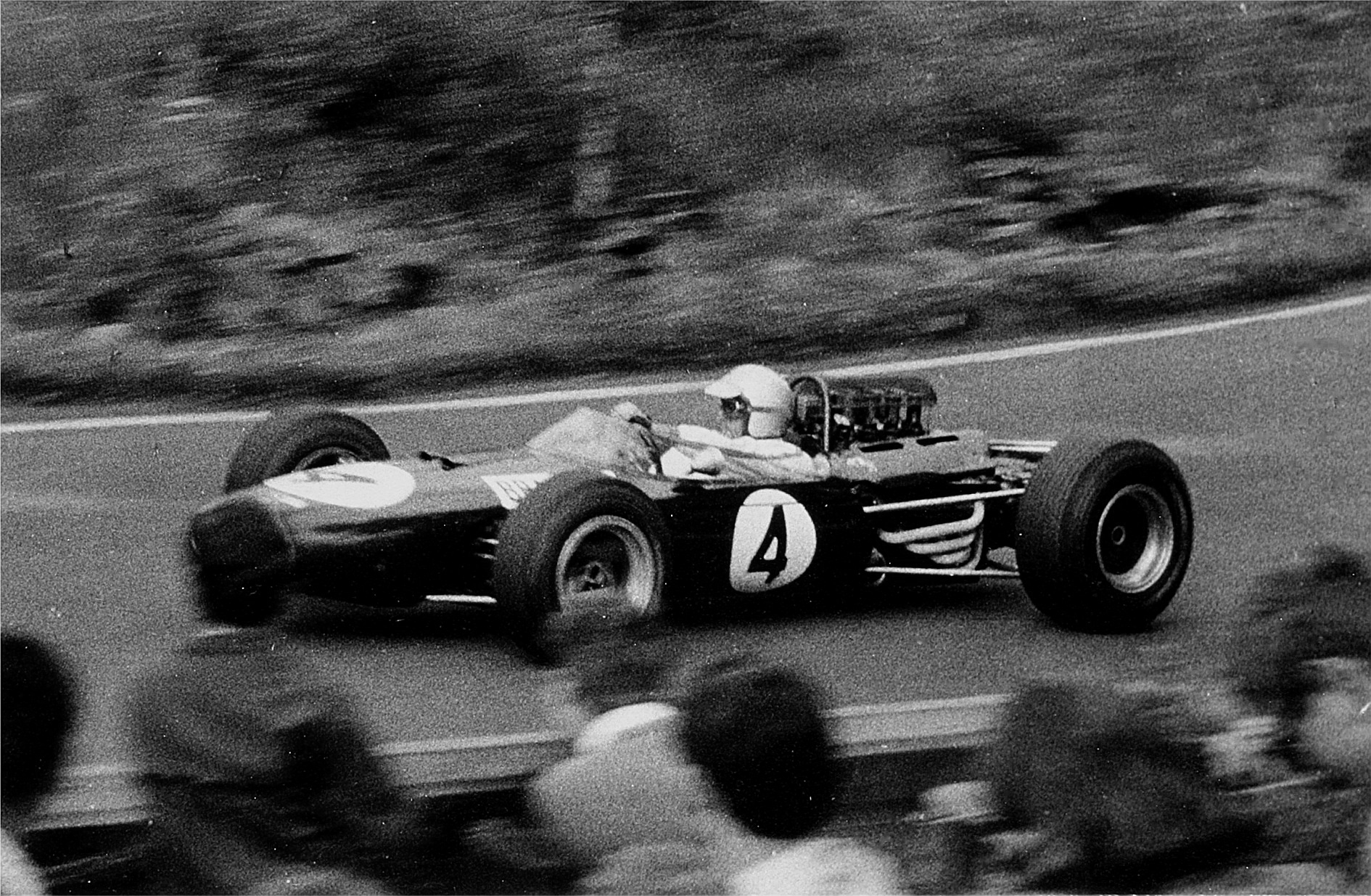
Jack Brabham im Brabham BT11 beim Großen Preis von Deutschland 1965 am Nürburgring

Der Brabham BT11 war ein Formel-1-Rennwagen, der 1964 von Brabham gebaut wurde.

## Entwicklungsgeschichte
Der Brabham BT11 war ursprünglich als Kundenversion des Brabham BT7 geplant. Die einzige Änderung gegenüber dem BT7 war eine leicht vergrößerte Spurweite. Ende des Jahres 1964 und 1965 wurden die BT11 aber auch als Werkswagen eingesetzt. Fünf Fahrzeuge wurden als BT11A für die Tasman-Serie hergestellt.
Die an das Team von Rob Walker ausgelieferten Wagen wurden von einem B.R.M.-Motor angetrieben. Das Regeltriebwerk war jedoch der 2,7-Liter-Motor von Climax und ab 1966 das Aggregat von Repco. 

## Renngeschichte
Die meisten BT11 hatten eine wechselvolle Geschichte. Bob Anderson wurde in einem BT11 des DW-Enterprise-Racing-Team Dritter beim Großen Preis von Österreich 1964. Der Walker BT11, mit dem Jo Siffert im selben Jahr Dritter beim Großen Preis der USA wurde und den nicht zur WM zählenden Gran Premio del Mediterraneo in Enna gewann, wurde Ende des Jahres an John Willment verkauft. Mit diesem Wagen gewann dann Graham Hill den Rand Grand Prix. 1965 bestritt Frank Gardner damit noch einige Weltmeisterschaftsläufe. Bis 1968 liefen die BT11 bei internationalen Veranstaltungen.
Fahrer des BT11: Chris Amon, Bob Anderson, Joakim Bonnier, Luki Botha, Jack Brabham, Dave Charlton, Frank Gardner, Dan Gurney, Graham Hill, Denis Hulme, Chris Irwin, Hap Sharp, Jo Siffert und John Taylor.